# Nannaria swiftae

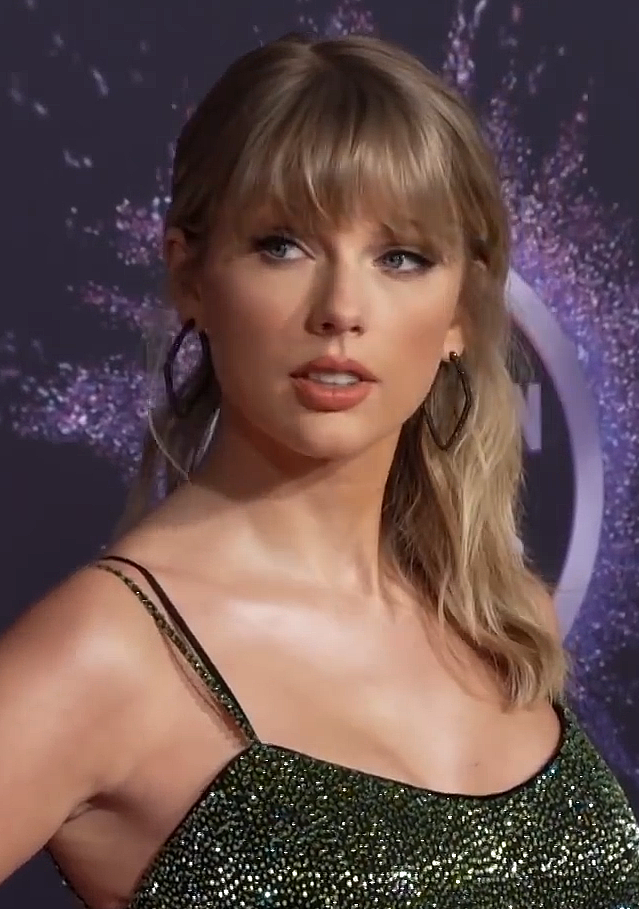
Вид назван в честь певицы Тейлор Свифт

Nannaria swiftae (лат.) — вид двупарноногих многоножек семейства Xystodesmidae из отряда многосвязов (Polydesmida). Распространён в США. Назван в честь американской певицы Тейлор Свифт.

## Этимология
Вид был назван в честь популярной американской певицы Тейлор Свифт.
Исследователи выбрали имя музыканта «в знак признания её таланта как автора песен и исполнителя, а также в знак признательности за то удовольствие, которое её музыка принесла Дереку Хеннену». Хеннен (Derek Hennen), ведущий автор группы учёных, идентифицировавших этот вид, сказал, что музыка Свифт «помогла [ему] пройти через взлёты и падения в аспирантуре, поэтому назвать новый вид многоножек в её честь — [его] способ сказать спасибо». Из 16 новых видов, описанных Хенненом, он выбрал таксон N. swiftae и назвал его в честь Свифт, поскольку этот вид является эндемичным для родного штата Свифт, Теннесси.

## Распространение и экология
Северная Америка: восток США, штат Теннесси. Н. swiftae в настоящее время встречается только в округах холмистого плоскогорья Аппалачи: Камберленд, Монро и Ван Бюрен. Этот вид был собран во влажных смешанных лесах с тсугой, клёном, дубом, тюльпанным деревом, гамамелисом и соснами на высоте от 481 до 1539 метров.

## Описание
Мелкие двупарноногие многоножки, их длина около 2 см. Дорзум плоский, есть тергиты с двумя паранотальными оранжевыми пятнами, коллум с оранжевым контуром и тергиты с каштаново-коричневым фоном. Дуга акроподита гонопода самца прямая, с резким изгибом в дистальной части. Акроподит с острым изгибом на переднем изгибе, образуя складчатую дистальную зону. Медиальный фланец акроподита лопастной, с двумя маленькими округлыми бугорками, видимыми с медиальной стороны. Медиальный и латеральный гребни вершины акроподита отсутствуют. Вершина акроподита самца слегка сужена дистально и направлена медиально. Акроподит с небольшим базомедиальным квадратным отростком. Предбедренный отросток самца игольчатый. Мешок цифопода самки извилистый, тупой, дистально закруглённый. Предположительно, как и близкие виды редуценты опавшей листвы. Живут в лесной подстилке, где питаются гниющими листьями и другими растительными остатками.
Имаго Nannaria swiftae можно отличить от географически близких и морфологически сходных видов N. austricola и N. scutellaria по следующим признакам. Медиальный фланец акроподита лопастной и с двумя небольшими бугорками, а не просто лопастной, как у N. austricola, или с тонким остроконечным треугольным отростком, как у N. scutellaria. Медиальный фланец вершины акроподита отсутствует, а не лопастной, как у N. austricola, или треугольный, как у N. scutellaria.
Вид был впервые описан в 2022 году американскими зоологами Дереком Хенненом, Джексоном Минсом и Полом Мареком (Политехнический университет Виргинии, Блэксберг, США).